# Сент-Маргерит (остров)
Остров Сент-Маргерит (фр. Île Sainte-Marguerite) — крупнейший из Леринских островов, расположен на расстоянии менее километра от города Французской Ривьеры Канны. Длина острова с востока на запад — около 3 км, ширина — 900 м.
Наиболее известный объект острова — форт-тюрьма «Форт Рояль», в которой в XVII веке содержался человек в железной маске.

## История
Первые упоминания об острове, тогда ещё необитаемом, относятся ко временам Древнего Рима, когда остров носил название Леро. Вероятно современное название острову дали крестоносцы, которые построили на острове часовню святой Маргариты Антиохийской. В XIV столетии, вероятно благодаря сочинению Раймонда Феро, остров стал ассоциироваться с вымышленной святой Маргерит, сестрой Гонората Арелатского, основателя монастыря на близлежащем острове Сент-Онора. По версии Феро Святая Маргарита руководила на острове, названном впоследствии её именем, сообществом монахинь.
В 1612 году владельцем острова стал Клод де Лоран, герцог Шеврезский. Вскоре началось строительство форта (известного как форт Рояль). В 1635 году остров был оккупирован испанцами, однако через два года французы вернули его.
В конце XVII века форт Рояль стал государственной тюрьмой. В течение всего XVIII века расло поселение Сент-Маргарет, процветание которого было связано со снабжением гарнизона, находящегося на острове.
В камерах форта Рояль содержалось немало известных заключённых вплоть до конца XX века. Наиболее известным из них был человек в железной маске, загадочный узник, имя которого неизвестно до сих пор, Абд аль-Кадир (предводитель алжирских повстанцев), Клодде Жоффруа д'Аббан (изобретатель парохода) и маршал Базен (единственный, кто совершил удачный побег с острова).

## Современность
Остров Сент-Маргерит невысокий, полностью покрыт густым лесом, преимущественно из пиний и эвкалиптов. Оба острова (включая Сент-Онора) находятся под управлением Национального совета по лесам, а также являются популярным объектом природного туризма.
В поселке Сент-Маргерит насчитывается порядка двадцати строений. По большей части это рыбацкие домики, также есть лодочная станция и несколько объектов туристической инфраструктуры. На острове функционировал отель, который был закрыт летом 2005 года.
В старинном форте Рояль в наши дни открыт Морской музей, в котором представлены экспонаты, поднятые с затонувших римских и сарацинских кораблей, и работает молодёжный хостел. Также для посетителей открыты бывшие тюремные камеры (включая камеру человека в железной маске) и римские цистерны.
Недалеко от форта Рояль расположено небольшое кладбище французских солдат, участвовавших в Крымской войне, и кладбище североафриканских солдат, сражавшихся за Францию и погибших во Второй мировой войне.
Также на острове находится небольшое имение индийского миллионера Виджая Малльи, владельца команды Формула 1 Форс Индия и команды Индийская Премьер-лига Royal Challengers Bangalore. Это имение носит название «Le Grand Jardin», или «Большой сад.»